# Aulus Hostilius Mancinus
Aulus Hostilius Mancinus war ein römischer Politiker in der ersten Hälfte des 2. Jahrhunderts v. Chr.
Er war der Sohn des Lucius Hostilius Mancinus, der zu Beginn des Zweiten Punischen Krieges bei Kämpfen gegen karthagische Verbände in Kampanien ums Leben kam. Im Jahre 180 v. Chr. wurde er zum praetor urbanus, im Jahre 170 v. Chr. zum Konsul gewählt. Er erhielt den Oberbefehl über die römischen Truppen im Dritten Makedonischen Krieg und konnte knapp einem Überfall in Epirus entgehen. Er disziplinierte zwar die Soldaten, erreichte aber militärisch nichts und wurde im Folgejahr von Quintus Marcius Philippus im Kommando abgelöst.
Er hatte zwei Söhne. Sein erster Sohn, der ebenfalls Aulus Hostilius Mancinus hieß, war um 151 v. Chr. kurulischer Aedil und 149 v. Chr. Gesandter in Bithynien. Die Dreiergesandtschaft erregte wegen ihrer Zusammensetzung allgemeines Missfallen und wurde von Marcus Porcius Cato Censorius verspottet. Der andere Sohn, Gaius Hostilius Mancinus, wurde 137 v. Chr. Konsul und musste vor Numantia kapitulieren.